# 신촌운수
신촌운수(新村運輸)는 서울특별시 영등포구의 옛 시내버스 회사였고, 본사는 서울특별시 영등포구 문래동5가 8-1번지에 위치해 있었다. 영등포구의 시내버스 회사로 유일한 회사였고, 본사 및 차고지는 현재 중부운수 문래동영업소이다. 그리고 경기도 고양시에 주사무소를 둔 서대문구 면허의 신촌교통과는 아무 관련이 없다.

## 주요 연혁
- 1965년: 서대문구 봉원동 51-4번지(현 원버스 7024번 회차지)에서 회사 설립
- 1973년 2월 19일: 본사 및 차고지를 서대문구 봉원동 51-4번지에서 영등포구 문래동5가 8-1번지로 이전하였다.
- 1983년: 운행차량이 일부 감차되어 감차로 인한 잉여차량들을 성동여객(훗날 우성버스)에 매각하였다.
- 1985년: 도시형버스 92-1번 종점을 광화문에서 마포구청으로 단축하였다.
- 1988년: 봉천동 1644번지에 위치한 봉천동차고지를 철수하였다. 동시에 도시형버스 92번을 기점을 봉천동차고지에서 문래동 본사로 단축하였다. 그리고 운행차량이 일부 감차되어 감차로 인한 잉여차량을 한성여객에 매각하였다.
- 1992년: 도시형버스 92번을 폐선하였다. 영등포구 마을버스 1번을 개통하였다.
- 1998년 1월: 마을버스 1번을 폐선하였다.
- 2000년 4월 27일: 부실경영으로 인하여 서울특별시의 명령에 따른 강제퇴출과 함께 폐업하였다.[1] 동시에 운행노선들은 중부운수가 승계하여 운행개시하였고, 본사 및 차고지는 중부운수 문래동영업소가 되었다.

## 과거 운행노선
도시형버스
- 92번: 문래동 ↔ 양평동 ↔ 합정역 ↔ 홍대입구역 ↔ 신촌 ↔ 이대입구 ↔ 굴레방다리, 아현역 ↔ 서대문 ↔ 광화문 ↔ 종로 → 동대문 → 창신동 → 종로(이하 역순)
- 92-1번: 봉천동 ↔ 서울대입구역 ↔ 숭실대 ↔ 상도동 ↔ 동작구청 ↔ 대방역 ↔ 영등포 ↔ 영등포구청 ↔ 당산역 ↔ 해태제과
- 92-2번: 문래동 ↔ 문래역 ↔ 영등포시장 ↔ 신길역 ↔ 대방역 ↔ 노량진역 ↔ 장승배기역 ↔ 상도역 ↔ 숭실대입구역 ↔ 서울대입구역 ↔ 낙성대역 ↔ 사당역 ↔ 방배역 ↔ 남부터미널역 ↔ 뱅뱅사거리 ↔ 양재역《현 간선버스 641번》
- 139번: 문래동 ↔ 영등포역 ↔ 양남사거리 ↔ 강서세무서 ↔ 양화대교 ↔ 합정역 ↔ 홍대입구역 ↔ 동교동삼거리 ↔ 지하 신촌역 ↔ 이대역 ↔ 아현역 ↔ 충정로역 ↔ 서울역 ↔ 남대문시장 ↔ 퇴계로 ↔ 동대문역사문화공원역 ↔ 동대문역 ↔ 신설동역 ↔ 제기동역 ↔ 전농동 ↔ 촬영소고개 ↔ 장안동 ↔ 면목역《현 지선버스 7612번》[2]

마을버스
- 영등포마을 1번: 문래동 ↔ LG전자 ↔ 문래역